# طائر الطنان العملاق
طائر الطنان العملاق أو البُطْغون الجبَّار (الاسم العلمي: Patagona gigas)، هو العضو الوحيد من جنس بُطغون وأكبر عضو في فصيلة الطائر الطنان. أعطانه بعض مناطق أمريكا الجنوبية، ويبلغ وزنه 18-24 جم (0.63-0.85 أوقية) وله جناحين يبلغان حوالي 21.5 سم (8.5 بوصة) ويبلغ طوله 23 سم (9.1 بوصة). ثوبه إلى الطحلة السمراء يعلوها مواج أخضر. صدره وبطنه إلى الغبرة الخضراء المواج. يتميز باستطالة منقارة وجناحيه. قوته الذباب والهوام ورحيق الأزهار. يدثّن عشه في الأشجار الغناء قرب مجاري الماء.